# 유지원 (법조인)
유지원(柳志源, 1918년 ~ 2005년)은 대한민국의 법조인(부장판사 출신 변호사)이다.

## 생애 및 학력
본관은 서산이며 충청북도 청원군(현재 청주) 출신으로, 법과 원칙에 충실하고 사회에 봉사하는 정도를 걸어온 법관이다.
- 청주고등학교 졸업(10회)

- 고려대학교 법과 졸업

## 경력
- 판사 임용시험 합격             (1948)

- 대전지방법원 판사              (1949 ~ 1951.11.2)   ※ 제3군관구사령부 고등군법회의 법무관(1950~)

- 전주지방법원 판사              (1951.11.3 ~ 1952.3.31)

- 청주지방법원 부장판사        (1952.4.1 ~1959.1.10)

- 청주지방법원 충주지원장     (1959.1.10 ~ 1963.2.27)

- 춘천지방법원 강릉지원장     (1963.2.28 ~ 1969.3.31)

- 대전지방법원 홍성지원장     (1969.4.1 ~ 1973.3.31)

- 대전지방법원 강경지원장     (1973.4.1 ~ 1975.9.30)

- 전주지방법원 군산지원장     (1975.10.1 ~ 1977.1.3)

- 유지원법률사무소               (1977 ~ 1989)

- 법무법인대양종합법률사무소 (1989 ~ 2005)

## 훈포장
- 녹조근정훈장 (이승만대통령 1960.1.1)

- 홍조근정훈장 (박정희대통령 1970.12.5)

## 사회봉사
- 국제로타리 376지구

- 총재지역대표                               (1982.6.27)

- 운영위원장                                  (1984.6.30)

- 폴 해리스 펠로우(Paul Harris Fellow) (1984.7.1)